# Hero of the Day
"Hero of the Day" é uma canção da banda estadunidense de heavy metal Metallica. A canção é o segundo single do álbum Load (1996). Em 23 de setembro de 1996, um vídeo ao vivo foi filmado para "Hero of the Day", em Barcelona, durante a turnê européia Poor Turing Me. Este vídeo foi utilizado para promover o Metallica em vários programas de televisão, incluindo o Top of the Pops do Reino Unido.

## Charts
| Paradas (1996)                        | Posição |
| ------------------------------------- | ------- |
| Canada Top Singles (RPM)              | 17      |
| Polish Singles Chart                  | 19      |
| UK Singles Chart                      | 17      |
| U.S. Billboard Hot 100                | 60      |
| U.S. Billboard Mainstream Rock Tracks | 1       |